# Enrique Estevan Santos
Enrique Estevan Santos fue un político y edil del ayuntamiento de Salamanca. Su defensa de mantener intacto el puente romano de Salamanca a favor de la construcción de un nuevo puente para la ciudad le sirvió para que le fuese dedicado el nombre del Puente de Enrique Estevan (inaugurado el 22 de octubre de 1913). Fue uno de los principales impulsores del proyecto, oponiéndose desde el consistorio durante el año 1891 a los planes trazados por la Dirección de Carreteras. A comienzos del siglo XXI existe un patronato benéfico que lleva su nombre. En 1916 fue vocal de la Comisión de Monumentos y en su actividad cedió al Museo de la Ciudad una obra del escultor zamorano Eduardo Barrón correspondiente a un boceto de la estatua de Cristóbal Colón.